# Articolazione intercostale
Le articolazioni intercostali, note anche come articolazioni intercondrali perché si instaurano tra strutture cartilaginee, si riscontrano tra le cartilagini costali dalla sesta (talvolta dalla quinta) alla nona.
Esse sono costituite da sottili capsule fibrose contenenti cavità asinoviali e rinforzate da legamenti intercondrali classificati alcune volte come sindesmosi.
Tra la nona e la decima costa non si instaura mai un'articolazione sinoviale, spesso è invece presente un legamento intercondrale.
I movimenti consentiti alle articolazioni intercostali sono alquanto ridotti e si limitano ai pochi necessari degli atti respiratori.